# Grethe Risbjerg Thomsen
Margrethe ”Grethe” Risbjerg Thomsen, född 21 februari 1925 i Ting Jellinge, död 21 april 2009 i Virum, var en dansk författare och poet.
Grethe Risbjerg Thomsen växte upp utanför Næstved. Fadern, Søren Kristian Risbjerg Thomsen (1886-1975), var rektor (da: førstelærer) för en landsbygdsskola. Hennes mor, Ellen Katrine Damsgaard (1888-1981), var också lärare till yrket. Hon avlade studentexamen från Roskilde Katedralskole 1943 och examen philosophicum från Köpenhamns universitet året därpå. Hon debuterade som poet 1943 då hennes dikter publicerades i tidskriften Vild Hvede. I samband med detta lärde hon känna framstående danska poeter som Tove Ditlevsen, Morten Nielsen och Halfdan Rasmussen. Hon debuterade i bokform 1945 då diktsamlingen Digte publicerades. Hennes genombrott kom dock först med hennes tredje diktsamling, Dagen og Natten (1948). Hon gifte sig 1948 med civilingenjören Jørgen Foss Brink (1923-).
Grethe Risbjerg Thomsens författarskap omfattar huvudsakligen perioden 1945-1973. Ett återkommande tema i hennes poesi är beskrivningen av längtan efter frihet och kärlek å ena sidan och verkligheten å den andra sidan. Hennes dikter var ofta enkla och rytmiska och följde samma mönster genom hela författarskapet. Några av dem har blivit tonsatta och finns med på Tage Mortensens album Vinterens sange (1995). Hon skrev dessutom de dikter om kärlek, liv och död som finns med i Carl Theodor Dreyers film "Gertrud". Hon mottog en livslång ersättning från Statens Kunstfond och tilldelades genom åren flera utmärkelser: Edith Rode Legatet (1951), Carl Møllers Legat (1952), Egmont H. Petersens Fonds Legat (1952), Nemos Forfatterlegat (1959), Johannes Ewalds Legat (1961), Hulda Lütken og Jacobs Legat (1964), Dansk Forfatterfonds lyrikerpris (1965), Statens Kunstfonds Rejselegat (1977, 1978 & 1979) samt Morten Nielsens Mindelegat (2005).